# 加衛苗
加衛苗,（亦作Gardasil、Gardisil、Silgard、recombinant human papillomavirus vaccine [types 6, 11, 16, 18]），是人類乳突病毒疫苗的一种，用于预防特定毒株的人类乳突病毒（HPV），特别是6，11，16和18型。约70%的子宫颈癌，以及大多数的肛门癌、外陰癌、阴道癌和阴茎癌由16和18型HPV病毒感染造成。约90%的尖锐湿疣病例由6型和11型的HPV病毒感染引起。尽管加卫苗不能清除体内已经存在的病毒，仍然推荐HPV阳性患者接种，因为疫苗可以使患者免受其他种类毒株的感染。加卫苗所预防的毒株都是通过性行为传播的。加卫苗在2006年6月8日由美国食药监局认可。至2008年，美国41个州也相继认可了该疫苗。除美国外，还有120个国家认可加卫苗。美国食药监局建议青春期前及无性行为经验的人群接种该疫苗。
2014年12月，美国食药监局又认可了一支基于加卫苗开发的九价HPV疫苗，加卫-9。这支疫苗新增了5种HPV毒株的表面蛋白。

## 注解
1. ↑  亦作：Gardasil 9
2. ↑  这五种毒株分别是HPV-31、HPV-33、HPV-45、HPV-52和HPV-58，20%的子宫颈癌由它们引起。